# موسوعة أمثال العرب (كتاب)
موسوعة أمثال العرب لإميل يعقوب. وهي موسوعة صدرت عام 1415هـ في سبع مجلدات، وشملت الأمثال العربية التي عرفها العرب قبل منتصف القرن الثاني الهجري، وتقدم شرحاً لمعاني الأمثال وأصولها ومضاربها. ويوجد في الحاشية مصادر لكل مثل وتعطي ترجمة لكل شخصية ترد لأول مرة وهي مرتبة هجائياً.